# Serge Chermayeff
Serge Ivan Chermayeff né le 8 octobre 1900 à Grozny et mort le 8 mai 1996 à Wellfleet est un architecte, designer et écrivain britannique d'origine russe.